# Bernhard Klaus
Bernhard Klaus (* 12. Februar 1913 in Falkenhain, Provinz Brandenburg; † 25. September 2008 in Erlangen) war ein deutscher Theologe und Hochschullehrer in Erlangen.

## Leben
Bernhard Klaus begann an der Kirchlichen Hochschule Bethel und der Martin-Luther-Universität Halle-Wittenberg evangelische Theologie und Musikwissenschaften zu studieren. 1932 wurde er im Corps Neoborussia Halle aktiv. Als Inaktiver wechselte er an die Friedrich-Wilhelms-Universität zu Berlin, die ihn zum D. theol. promovierte. Die Dissertation zur Liturgie erschloss ihm die Lehre vom Gottesdienst als sein besonderes Arbeitsfeld. 
Nach dem Zweiten Weltkrieg war Klaus zunächst Pfarrer in Weißenburg in Bayern, dann Religionslehrer in Erlangen, wo er eine Habilitationsschrift über den Nürnberger Reformator Veit Dietrich verfasste.
1959 wurde er zunächst als a.o. Professor an die Theologische Fakultät der Friedrich-Alexander-Universität berufen. 1964 übernahm er den Lehrstuhl für Praktische Theologie, den er bis 1980 innehatte. Einer Anregung aus der bayerischen Landessynode der evangelischen Kirche im Jahr 1964 folgend, gründete er 1966 in Erlangen die erste und bisher einzige Universitäts-Abteilung für Christliche Publizistik. Ihre Aufgabe sollte es sein, die Wesensgesetze der technischen Medien zu analysieren und die Möglichkeiten zu überprüfen, die sie für Predigt, Unterricht und Seelsorge boten. Die Botschaft der Kirche sollte in neuen Formen auch Menschen erreichen, die nicht mehr den Gottesdienst besuchten, für kirchliche Hörfunk- und Fernsehsendungen jedoch ansprechbar waren. Seine Auffassungen davon fasste Klaus in seinem 1969 erschienenen Buch Massenmedien im Dienst der Kirche zusammen. Weitere Schwerpunkte seiner wissenschaftlichen Arbeit lagen in der Liturgik und Homiletik.
Klaus war Ehrendoktor der Westfälischen Wilhelms-Universität in Münster und Ehrenvorsitzender des gemeinnützigen Vereins von Dozenten und Medienvertretern, der die Basis für den 1999 gegründeten Christliche Publizistik Verlag bildet.
Später wurde er auch Mitglied des Corps Ratisbonia München (1953) und des Corps Transrhenania München (1970). Ende der 1970er Jahre schied er bei allen drei Corps wieder aus.

## Werke (Auswahl)
- Veit Dietrich. Leben und Werk, Nürnberg 1958.
- Massenmedien im Dienst der Kirche, Berlin 1970.
- mit Klaus Winkler: Begräbnis-Homiletik. Trauerhilfe, Glaubenshilfe und Lebenshilfe für Hinterbliebene als Dienst der Kirche, München 1975.
- Weihnachtszeit. Geschichte–Legenden–Bräuche, Hof 1989.
- Antikes Erbe und christlicher Gottesdienst. Eine kulturgeschichtliche Spurensuche, Stuttgart 1998.
- Von Professoren-Kollegium zum Fakultäten-Club der Friedrich-Alexander-Universität, Erlangen/Nürnberg 2003.